# Hofhuizen

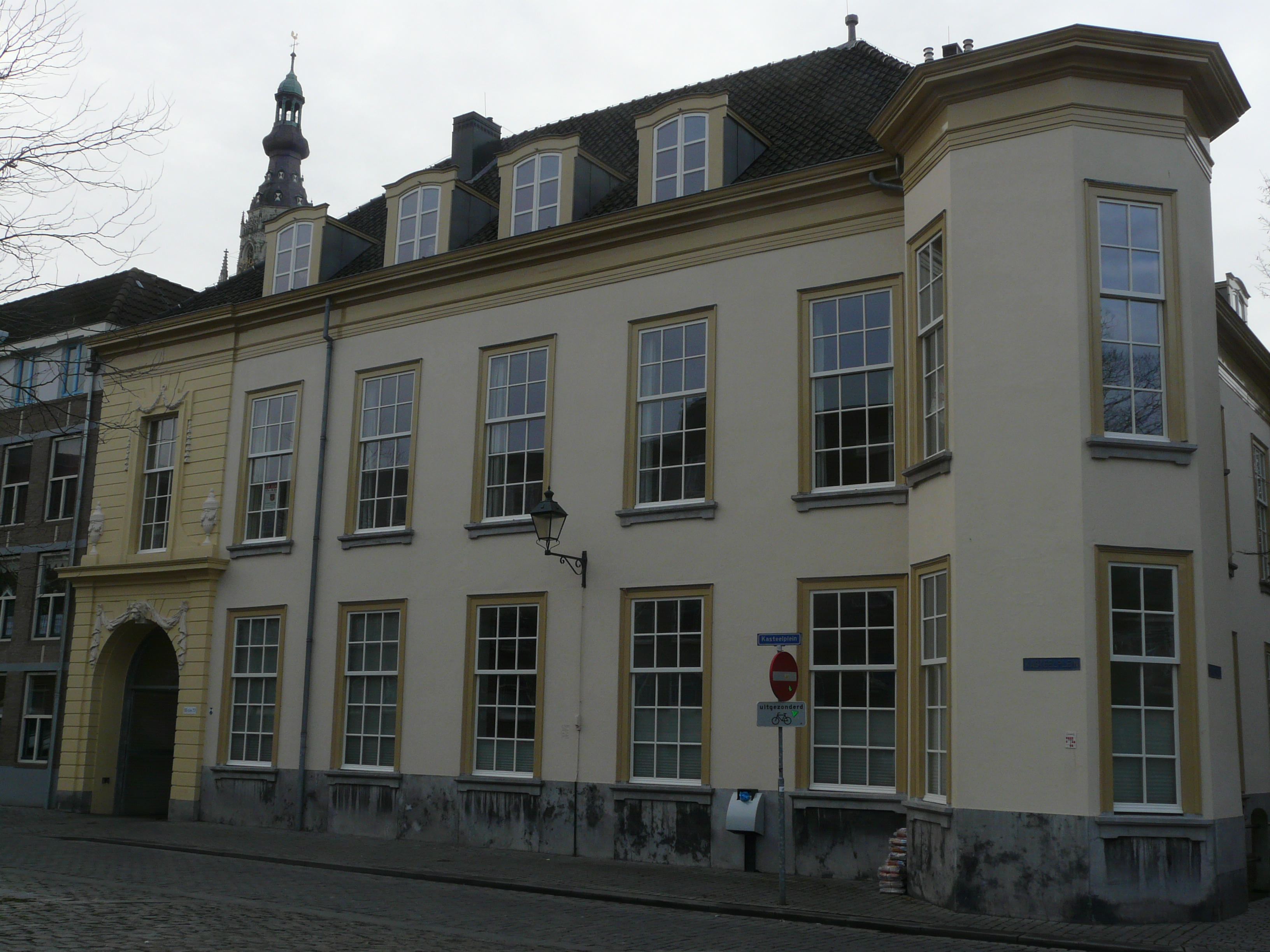
Huize Justinus van Nassau (Gouvernementshuis)

De Hofhuizen waren monumentale huizen die behoorden aan leden van de hofhouding van het Huis Nassau dat zetelde te Breda. Deze huizen bestonden uit enkele vleugels die om een binnenplaats gegroepeerd waren. De binnenplaats kwam uit op de straat.
Oorspronkelijk waren de meeste hofhuizen te vinden aan de Visserstraat en de Nieuwstraat. Na de stadsbrand van 1534 werden ze vooral aan de Catharinastraat gebouwd. De meeste van deze huizen zijn in de loop van de 18e en 19e eeuw sterk gewijzigd, maar overblijfselen van de oorspronkelijke constructie zijn in de gebouwen nog vaak aan te treffen.
Tot de hofhuizen behoren:
- Het Huis Brecht aan de Cingelstraat 1-3, dat in de 15e eeuw werd vergroot tot een L-vormig gebouw. Het bevat nog een torenvormige uitbouw met laatgotisch venster en een open zuilengalerij uit omstreeks 1530. In 1830 werd het een onderdeel van de Koninklijke Militaire Academie, en toen werd vooral de buitenzijde van het gebouw sterk gewijzigd.
- Het Huis Ocrum aan de Sint-Janstraat 18
- Aan de Catharinastraat staan een aantal vroegere hofhuizen, namelijk Catharinastraat 14-16, 18, 20, 24, 26-28 en 91-93. Deze zijn alle kort na 1534 gebouwd en later nog gewijzigd.
- Huis van Wijngaerde aan Catharinastraat 9 werd in 1614 gebouwd in opdracht van Hendrik van Wijngaarden. Boven de poort is het wapen van de opdrachtgever aangebracht en ook de gebeeldhouwde druiventrossen op de sluitstenen verwijzen naar hem.
- Aan de Nieuwstraat: Huis Waelwijk (nummer 21), Huis Bruheze (23), Huis Assendelft (25), met 16e-eeuwse traptoren.
- Huize Justinus van Nassau aan Kasteelplein 55/Cingelstraat, werd kort na 1534 gebouwd in opdracht van Gabriel van Biest. Het bestond uit drie vleugels die om een binnenplaats waren gegroepeerd en een traptoren. Van 1606-1608 werd door Justinus van Nassau een achtkantige hoektoren aan de buitenzijde gebouwd, en er kwam een galerij om de binnenplaats. In 1790 volgde een verbouwing in Lodewijk XVI-stijl door Willem Frederik van Oranje-Nassau. Hierbij werden de muren, die voorzien waren van natuurstenen speklagen, gepleisterd. Het huis bevat schouwen in Lodewijk XIV-stijl en stucplafonds in Lodewijk XV-stijl.